# Biserica reformată din Ilișua
Biserica reformată din Ilișua este un edificiu din Ilișua, Sălaj construit în sec XV.